# 신발끈 공식
신발끈 공식(―公式)은 좌표평면 상에서 꼭짓점의 좌표를 알 때 다각형의 면적을 구할 수 있는 방법이다. 다각형의 각 꼭짓점의 좌푯값을 교차하여 곱하는 모습이 신발끈을 묶을 때와 같아 이러한 이름이 붙었다. 가우스의 면적 공식이나 사선 공식(斜線 公式)으로도 불린다. 이 공식은 측량이나 임업과 같은 여러 분야에도 응용될 수 있다.
신발끈 공식은 1769년에 수학자 마이스터 알베르트 루드비히 프레드리히(Meister Albrecht Ludwig Friedrich, 1724-1788)가 발견했으며, 1795년에 가우스도 독립적으로 발견하였다. 이 공식은 다각형을 여러 개의 삼각형으로 나누는 방식으로 증명할 수 있으며, 그린 정리의 특수한 형태로 볼 수도 있다.
이 공식은 다각형에서 각각의 모서리마다 임의의 선분 AB를 잡고, 원점 O를 꼭짓점으로 하는 삼각형 ABO의 넓이를 계산하여, 평행사변형의 넓이와 같은 벡터곱을 구하고 2로 나눔으로써 유도된다. 다각형 주변을 감싸게 되면, 양의 면적과 음의 면적을 지니는 이 삼각형들은 겹쳐지고 원점과 다각형 사이의 면적이 상쇄되어 0이 되는데, 이때 기준으로 한 삼각형의 면적만은 남게 된다. 원점에서 바라볼 때 반시계 방향으로 돈다면, 왼쪽에서 오른쪽으로 가면서 양의 면적이 더해지고, 오른쪽에서 왼쪽으로 가면서 음의 면적이 더해진다.
이 공식은 두 개 이상의 변들이 서로 교차하는 형태의 다각형이 아니라면, 볼록다각형이든 오목다각형이든 관계없이 적용시킬 수 있다.

## 정의
다각형의 면적을 {\displaystyle A}로, 다각형의 변의 개수를 {\displaystyle n}로, {\displaystyle i=1,2,\cdots ,n}에 대하여 꼭짓점의 좌표를 {\displaystyle (x_{i},y_{i})}로 나타낼 때, 신발끈 공식은 다음과 같다.
{\displaystyle {\begin{aligned}\mathbf {A} &={1 \over 2}{\Big |}\sum _{i=1}^{n-1}x_{i}y_{i+1}+x_{n}y_{1}-\sum _{i=1}^{n-1}x_{i+1}y_{i}-x_{1}y_{n}{\Big |}\\&={1 \over 2}|x_{1}y_{2}+x_{2}y_{3}+\cdots +x_{n-1}y_{n}+x_{n}y_{1}-x_{2}y_{1}-x_{3}y_{2}-\cdots -x_{n}y_{n-1}-x_{1}y_{n}|\\\end{aligned}}}
또는, 다음과 같이 나타낼 수도 있다. (단, {\displaystyle x_{n+1}=x_{1},x_{0}=x_{n},y_{n+1}=y_{1},y_{0}=y_{n}}이다.)
{\displaystyle \mathbf {A} ={1 \over 2}{\Big |}\sum _{i=1}^{n}x_{i}(y_{i+1}-y_{i-1}){\Big |}={1 \over 2}{\Big |}\sum _{i=1}^{n}y_{i}(x_{i+1}-x_{i-1}){\Big |}={1 \over 2}{\Big |}\sum _{i=1}^{n}x_{i}y_{i+1}-x_{i+1}y_{i}{\Big |}={1 \over 2}{\Big |}\sum _{i=1}^{n}\det {\begin{pmatrix}x_{i}&x_{i+1}\\y_{i}&y_{i+1}\end{pmatrix}}{\Big |}}
꼭짓점들에 반시계방향으로 차례로 번호를 매긴다면, 위의 행렬식은 양의 값을 지니므로 절댓값 부호를 생략할 수 있다. 번호가 시계방향으로 차례로 매겨진다면 행렬식은 음의 값을 지니게 된다. 이는 신발끈 공식을 그린 정리의 특수한 경우로 볼 수 있기 때문이다.

## 예시
이 공식으로 다각형의 넓이를 구하기 위해서는 좌표평면 위에서의 좌푯값을 알아야 한다.
1번째 {\displaystyle x}좌표를 2번째 {\displaystyle y}좌표와 곱하고, 2번째 {\displaystyle x}좌표를 3번째 {\displaystyle y}좌표와 곱하고, 3번째 {\displaystyle x}좌표를 1번째 {\displaystyle y}좌표와 곱해 모두 더한 값과, 1번째 {\displaystyle y}좌표를 2번째 {\displaystyle x}좌표와 곱하고, 2번째 {\displaystyle y}좌표를 3번째 {\displaystyle x}좌표와 곱하고, 3번째 {\displaystyle y}좌표를 1번째 {\displaystyle x}좌표와 곱한 값을 모두 더한 값의 차를 구해 {\displaystyle 2}로 나누면 삼각형의 넓이는 다음과 같은 공식으로 나타내어진다.
{\displaystyle \mathbf {A} _{\text{3}}={1 \over 2}|x_{1}y_{2}+x_{2}y_{3}+x_{3}y_{1}-x_{2}y_{1}-x_{3}y_{2}-x_{1}y_{3}|}
이때 {\displaystyle x_{i},y_{i}}는 각 꼭짓점의 좌푯값을 나타낸다. 예를 들어, 꼭짓점의 좌표가 {\displaystyle (2,1),(4,5),(7,8)}인 삼각형을 생각하면, 그 넓이는 {\displaystyle 10+32+7-4-35-16}의 절댓값의 절반인 {\displaystyle 3}이 된다. 여기서는 단지 {\displaystyle n=3}일 때의 경우만을 보였을 뿐으로, 공식은 다각형의 변의 수에 따라 달라진다.
{\displaystyle i=1,2,3,4}일 때 사각형의 넓이는 아래와 같이 구한다.
{\displaystyle \mathbf {A} _{\text{4}}={1 \over 2}|x_{1}y_{2}+x_{2}y_{3}+x_{3}y_{4}+x_{4}y_{1}-x_{2}y_{1}-x_{3}y_{2}-x_{4}y_{3}-x_{1}y_{4}|}
{\displaystyle i=1,2,\cdots ,5}일 때 오각형의 넓이는 아래와 같이 구한다.
{\displaystyle \mathbf {A} _{\text{5}}={1 \over 2}|x_{1}y_{2}+x_{2}y_{3}+x_{3}y_{4}+x_{4}y_{5}+x_{5}y_{1}-x_{2}y_{1}-x_{3}y_{2}-x_{4}y_{3}-x_{5}y_{4}-x_{1}y_{5}|}
볼록다각형이 아닌 오목다각형에서도 똑같은 방법을 사용할 수 있다. 좌표가 {\displaystyle (3,4),(5,11),(12,8),(9,5),(5,6)}인 아래와 같은 다각형을 생각하자.

오목 다각형의 예시

이 도형의 넓이는
{\displaystyle {\begin{aligned}\mathbf {A} &={1 \over 2}|3\times 11+5\times 8+12\times 5+9\times 6+5\times 4\\&{}\qquad {}-4\times 5-11\times 12-8\times 9-5\times 5-6\times 3|\\[10pt]&={60 \over 2}=30\end{aligned}}}
이다.

## 이름의 유래
이 공식은 보통 행렬의 형태를 이용하여 쓰이는데, 그 꼴이 신발끈을 묶는 모양과 비슷하여 신발끈 공식이라는 이름이 붙었다. 꼭짓점의 좌표가 차례로 {\displaystyle (2,4),(3,-8),(1,2)}인 삼각형을 생각하자. 각 꼭짓점의 좌푯값을 {\displaystyle (2,4)}에서부터 시작해 차례대로 적고, 그 아래에 다시 {\displaystyle (2,4)}를 적어 행렬의 꼴로 나타내면 다음과 같다.
{\displaystyle {\begin{bmatrix}2&4\\3&-8\\1&2\\2&4\end{bmatrix}}}
우선 왼쪽 위에서 오른쪽 바로 한 칸 아래로 직선을 그으면 아래와 같이 된다.
이때 선으로 연결된 두 숫자를 곱해서 모두 더하면, {\displaystyle 2\times (-8)+3\times 2+1\times 4=-6}이다. 또, 오른쪽 위에서 왼쪽 바로 한 칸 아래로 직선을 그어 연결하면 아래와 같아진다.
마찬가지로 이어진 두 수를 곱해 모두 더한 값은 {\displaystyle 4\times 3+(-8)\times 1+2\times 2=8}이다. 여기서 두 값의 차의 절댓값에 {\displaystyle {\frac {1}{2}}}을 곱하면 {\displaystyle {\frac {1}{2}}\left|8-(-6)\right|=7}이므로 이 삼각형의 넓이는 7이다.
이렇게 숫자를 모두 적어 선분으로 이은 꼴이 신발끈이 묶인 신발의 모양과 같아, 신발끈 공식이라는 이름이 붙었다.

## 같이 보기
- 면적기